# Хостуг Тива

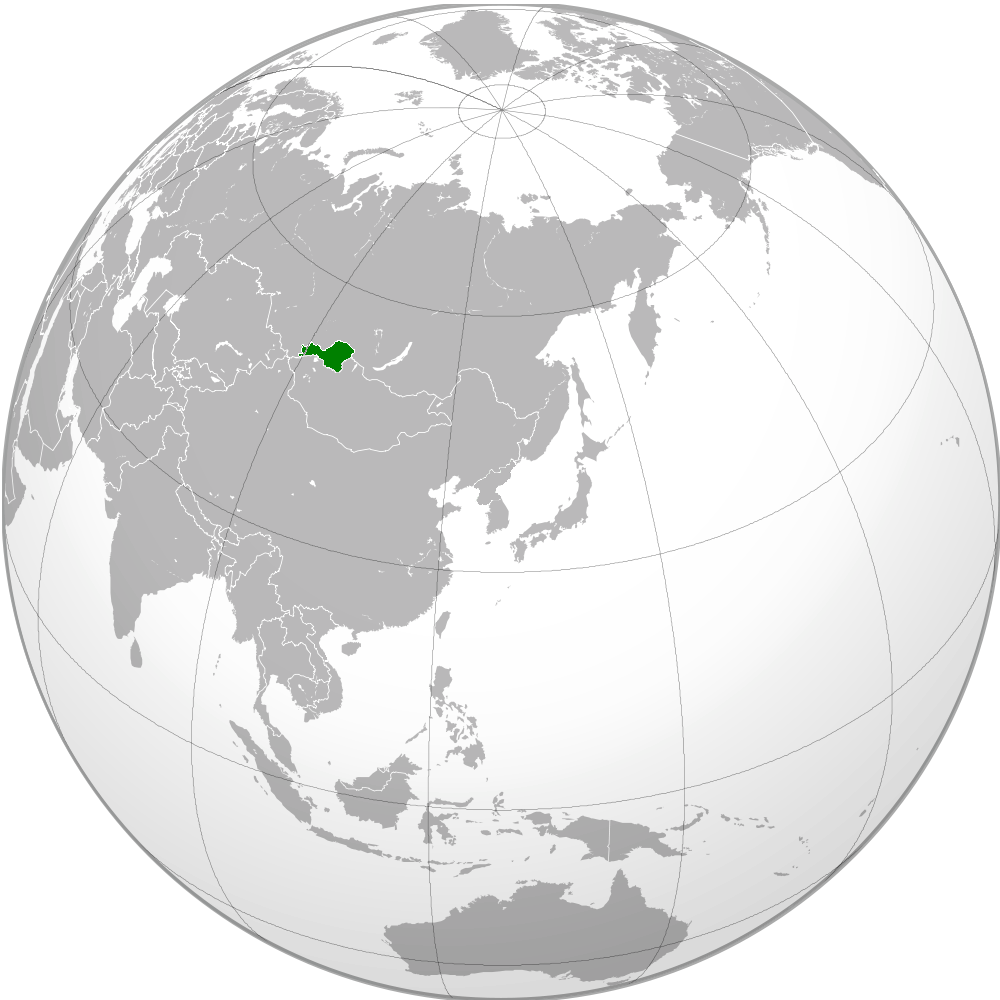
Тива на карті світу

Народний фронт «Хостуг Тива» (тув. Хостуг Тыва, укр. Вільна Тива) — політична партія Республіки Тива, що була активною у 1990-х роках. Мала на меті створення незалежної тувинської держави.

## Передумови
17 серпня 1944 року VII сесія Малого Хуралу Тувинської Народної Республіки прийняла декларацію про входження ТНР до складу Союзу Радянських Соціалістичних Республік і звернулася з клопотанням до Верховної Ради СРСР прийняти Тувинську Народну Республіку до складу СРСР на правах автономної області РРФСР.
10 жовтня 1961 року область була перетворена в Тувинську АРСР. 17 грудня 1961 року відбулися вибори до Верховної Ради Тувинської АРСР першого скликання.

## Початок діяльності та цілі
На початку 1990-х в Тиві, як і в інших пострадянських республіках, лунали заклики до відновлення державності. Виразником цих ідей стала партія «Хостуг Тива», тобто «Вільна Тива». По всій країні спалахнули стихійні погроми іноземців - десятки тисяч етнічних росіян втекли з Тиви за Саяни. В кинуті ними квартири заселяли етнічних тувинців.
Головною ціллю Хостуг Тиви було відокремлення Батьківщини від Російської Федерації та створення незалежної тувинської держави.
За деякими даними, головним прихильником незалежної Тиви був голова республіки Шеріг-оол Ооржак.

## Кінець
У середині 1990-х публічний сепаратистський рух почав згасати. Кількох активістів «Хостуг Тива» спіткала смерть за дивних обставин, і організація припинила своє існування.